# Annual (Marokko)
Annual (arabisch أنوال, DMG Anwāl, Tarifit ⴰⵏⵡⴰⵍ) ist eine Ortschaft im Nordosten Marokkos, ungefähr 60 Kilometer westlich von Melilla. In der Umgebung von Annual fand am 22. Juli 1921, während des Rifkrieges, die Schlacht von Annual statt, welche in Spanien als desastre de Annual in Erinnerung ist.